# South Barrow
South Barrow è un villaggio e parrocchia civile dell'Inghilterra, appartenente alla contea del Somerset.